# Lista de património edificado no distrito de Aveiro
Esta lista é uma sublista da Lista de património edificado em Portugal para o Distrito de Aveiro, ordenada alfabeticamente por concelho, baseada nas listagens do IPPAR de Março de 2005 e atualizações.
Legenda:
- Os monumentos podem eventualmente ter várias designações, sendo estas separadas nesse caso pela conjunção "ou";
- Por vezes vários edifícios fazem parte de uma mesma classificação patrimonial, sendo nesse caso separados pela conjunção "e";
- A existência de dois graus de classificação diferente para um mesmo monumento (usualmente VC e outro) significa que este aguarda uma classificação definitiva, se bem que tenha sido homologado com o grau indicado (ex: VC-IIP é um imóvel em vias de classificação, homologado com o grau de Imóvel de Interesse Público).

Observação: São preservadas as denominações adoptadas pelo IPPAR, mesmo que elas apresentem outras alternativas. Nestes casos há redireccionamento para aquela em que o artigo está redigido, podendo ou não esta designação aparecer na lista.

## Concelho deÁgueda
| ID       | Designações                                                   | Categoria              | Tipologia           | Freguesia          | Grau | Ano  | Coordenadas                  | Imagem       |
| -------- | ------------------------------------------------------------- | ---------------------- | ------------------- | ------------------ | ---- | ---- | ---------------------------- | ------------ |
| 74966    | Pelourinho de Aguada de Cima (fragmentos)                     | Arquitectura civil     | Pelourinho          | Aguada de Cima     | IIP  | 1933 | 40.639403° N 8.650929° O     |              |
| 71594    | Parque de Alta Vila                                           | Arquitectura civil     | Parque              | Águeda             | IIM  | 1996 | 40.5731779° N 8.44653887° O  |              |
| 73891    | Pelourinho de Assequins (fragmentos)                          | Arquitectura civil     | Pelourinho          | Águeda             | IIP  | 1933 | 40.571373° N 8.433632° O     |              |
| 3711006  | Igreja Matriz de Belazaima do Chão                            | Arquitectura religiosa | Igreja              | Belazaima do Chão  | VC   | 2000 |                              |              |
| 69750    | Estação arqueológica do Cabeço do Vouga ou Castelium Marnelis | Arqueologia            | Povoado fortificado | Lamas do Vouga     | IIP  | 1947 | 40.62824987° N 8.46702007° O | Mais imagens |
| 74131    | Ponte do Cabeço do Vouga ou Ponte Velha do Marnel             | Arquitectura civil     | Ponte               | Lamas do Vouga     | IIP  | 1956 | 40.64040658° N 8.46708085° O |              |
| 73268    | Solar da Quinta de Serém                                      | Arquitectura civil     | Quinta              | Macinhata do Vouga | VC   | 1999 |                              |              |
| 12712556 | Pelourinho de Serém                                           | n/a                    | n/a                 | Macinhata do Vouga | IIP  |      | 40.65467° N 8.470084° O      | Mais imagens |
| 71204    | Igreja da Trofa compreendendo os túmulos dos Lemos            | n/a                    | n/a                 | Trofa              | MN   |      | 40.61145924° N 8.47790177° O | Mais imagens |
| 74435    | Pelourinho de Trofa                                           | Arquitectura civil     | Pelourinho          | Trofa              | IIP  | 1933 | 40.609655° N 8.474178° O     |              |
| 72237    | Casa da Quinta da Aguieira                                    | Arquitectura civil     | Quinta              | Valongo do Vouga   | VC   | 1986 |                              |              |
| 72243    | Casal de São José                                             | Arquitectura civil     | Casal               | Valongo do Vouga   | VC   | 1986 |                              |              |

 Legenda: PM - Património Mundial · MN - Monumento Nacional · IIP - Imóvel de Interesse Público · MIP - Monumento de Interesse Público · CIP - Conjunto de Interesse Público · SIP - Sítio de Interesse Público · IIM - Imóvel de Interesse Municipal · MIM - Monumento de Interesse Municipal · CIM - Conjunto de Interesse Municipal · SIM - Sítio de Interesse Municipal · VC - Em vias de classificação · SPL - Sem proteção legal

## ConcelhodeAlbergaria-a-Velha
| ID      | Designações                                   | Categoria          | Tipologia  | Freguesia          | Grau     | Ano  | Coordenadas                  | Imagem       |
| ------- | --------------------------------------------- | ------------------ | ---------- | ------------------ | -------- | ---- | ---------------------------- | ------------ |
| 72098   | Casa de Santo António                         | Arquitectura civil | Casa       | Albergaria-a-Velha | IIP      | 1997 |                              |              |
| 3720936 | Antigo Palace-Garage Hotel                    | Arquitectura civil | Hotel      | Albergaria-a-Velha | Demolido |      |                              |              |
| 73766   | Pelourinho de Angeja                          | Arquitectura civil | Pelourinho | Angeja             | IIP      | 1933 | 40.678261° N 8.557046° O     | Mais imagens |
| 73443   | Pelourinho de Frossos ou Pelourinho de Froços | Arquitectura civil | Pelourinho | Frossos            | IIP      | 1933 | 40.659219° N 8.536194° O     |              |
| 73814   | Mamoa de Açôres                               | Arqueologia        | Mamoa      | Valmaior           | IIP      | 1997 | 40.68364895° N 8.46079136° O |              |

 Legenda: PM - Património Mundial · MN - Monumento Nacional · IIP - Imóvel de Interesse Público · MIP - Monumento de Interesse Público · CIP - Conjunto de Interesse Público · SIP - Sítio de Interesse Público · IIM - Imóvel de Interesse Municipal · MIM - Monumento de Interesse Municipal · CIM - Conjunto de Interesse Municipal · SIM - Sítio de Interesse Municipal · VC - Em vias de classificação · SPL - Sem proteção legal

## ConcelhodeAnadia
| ID      | Designações | Categoria              | Tipologia  | Freguesia              | Grau | Ano  | Coordenadas                  | Imagem |
| ------- | --- | ---------------------- | ---------- | ---------------------- | ---- | ---- | ---------------------------- | ------ |
| 74434   | Casa da Quinta do Tanque ou Casa dos Cerveiras e o grupo escultórico de São Cosme e São Damião, na capela anexa.       | Arquitectura civil     | Quinta     | Aguim                  | IIP  | 1977 | 40.41705328° N 8.47480671° O |        |
| 72976   | Palácio da Graciosa ou Solar da Graciosa                                                                               | Arquitectura civil     | Solar      | Arcos                  | IIP  | 1997 | 40.454065° N 8.44316511° O   |        |
| 72168   | Capela de Nossa Senhora das Neves e Fontanário                                                                         | Arquitectura religiosa | Conjunto   | Avelãs de Cima         | IIP  | 2002 | 40.47977014° N 8.41358836° O |        |
| 155601  | Capela de Nossa Senhora da Piedade (no interior da Igreja Paroquial de Nossa Senhora da Conceição)                     | Arquitectura religiosa | Conjunto   | Mogofores              | VC   | 1999 |                              |        |
| 327698  | Paço de Óis ou Casa de Montalvão ou Solar dos Calheiros                                                                | Arquitectura civil     | Palácio    | Óis do Bairro          | IIP  | 2002 | 40.43137336° N 8.48627533° O |        |
| 71084   | Casa de António Seabra ou Casa da Quinta de São João ou Casa da Quinta da Lavoura de São João e o jardim.              | Arquitectura civil     | Casa       | Sangalhos              | IIM  | 1997 | 40.42708932° N 8.42772145° O |        |
| 74895   | Pelourinho de São Lourenço do Bairro                                                                                   | Arquitectura civil     | Pelourinho | São Lourenço do Bairro | IIP  | 1933 | 40.437924° N 8.497503° O     |        |
| 74896   | Capela de Nossa Senhora das Lezírias                                                                                   | Arquitectura religiosa | Capela     | São Lourenço do Bairro | IIP  | 1997 | 40.44405505° N 8.47965868° O |        |
| 5085388 | Conjunto - Palace Hotel da Curia, Challet Navega, Capela da Senhora do Livramento, Piscina Paraíso, garagem e Jardins. | Não definida           | Conjunto   | Tamengos               | VC   | 2002 | 40.37603889° N 8.36545° O    |        |

 Legenda: PM - Património Mundial · MN - Monumento Nacional · IIP - Imóvel de Interesse Público · MIP - Monumento de Interesse Público · CIP - Conjunto de Interesse Público · SIP - Sítio de Interesse Público · IIM - Imóvel de Interesse Municipal · MIM - Monumento de Interesse Municipal · CIM - Conjunto de Interesse Municipal · SIM - Sítio de Interesse Municipal · VC - Em vias de classificação · SPL - Sem proteção legal

## ConcelhodeArouca
| ID    | Designações | Categoria              | Tipologia  | Freguesia       | Grau | Ano  | Coordenadas                  | Imagem       |
| ----- | --- | ---------------------- | ---------- | --------------- | ---- | ---- | ---------------------------- | ------------ |
| 72373 | Pelourinho de Trancoso | Arquitectura civil     | Pelourinho | Alvarenga       | IIP  | 1933 | 40.965964° N 8.156941° O     |              |
| 70519 | Mosteiro de Arouca ou Convento de Santa Maria ou Convento de Santa Mafalda ou Mosteiro de Santa Maria de Arouca e o túmulo de Santa Mafalda | Arquitectura religiosa | Mosteiro   | Arouca          | MN   | 1910 | 40.9272119° N 8.24414816° O  | Mais imagens |
| 73210 | Calvário de Arouca, Púlpito de Arouca, Alminhas de Arouca                                                                                   | Arquitectura religiosa | Conjunto   | Arouca          | IIP  | 1948 | 40.9272119° N 8.24414816° O  | Mais imagens |
| 73211 | Capela da Santa Casa da Misericórdia ou Capela da Santa Casa da Misericórdia de Arouca                                                      | Arquitectura religiosa | Capela     | Arouca          | IIP  | 1959 | 40.9272119° N 8.24414816° O  |              |
| 73212 | Pelourinho de Arouca | Arquitectura civil     | Pelourinho | Arouca          | IIP  | 1933 | 40.928465° N 8.245878° O     |              |
| 73085 | Pelourinho do Burgo (fragmentos) | Arquitectura civil     | Pelourinho | Burgo           | IIP  | 1933 | 40.927499° N 8.267588° O     |              |
| 72795 | Aldeia da Drave ou Aldeia regional do Lugar da Drave                                                                                        | Arquitectura civil     | Aldeia     | Covêlo de Paivô | VC   | 1996 |                              |              |
| 70447 | Dólmen da Aliviada ou Mamoa 1 da Aliviada ou Dólmen pintado de Escariz                                                                      | Arqueologia            | Dolmen     | Escariz         | MN   | 1992 | 40.91344576° N 8.39308151° O |              |
| 74241 | Pelourinho de Cabeçais | Arquitectura civil     | Pelourinho | Fermedo         | IIP  | 1933 | 40.950392° N 8.425056° O     |              |
| 70170 | Anta do Casal-Mau | Arqueologia            | Anta       | Santa Eulália   | MN   | 1910 | 40.94471854° N 8.28903195° O |              |
| 70396 | Memorial de Santo António do Burgo ou Arco da Rainha Santa                                                                                  | Arquitectura civil     | Memorial   | Santa Eulália   | MN   | 1910 | 40.91995528° N 8.27558262° O | Mais imagens |
| 74807 | Castro do Monte Valinhas | Arqueologia            | Castro     | Santa Eulália   | VC   | 1996 |                              |              |
| 74840 | Igreja de São Miguel de Urrô | Arquitectura religiosa | Igreja     | Urrô            | IIP  | 1951 | 40.91992325° N 8.29932487° O |              |

 Legenda: PM - Património Mundial · MN - Monumento Nacional · IIP - Imóvel de Interesse Público · MIP - Monumento de Interesse Público · CIP - Conjunto de Interesse Público · SIP - Sítio de Interesse Público · IIM - Imóvel de Interesse Municipal · MIM - Monumento de Interesse Municipal · CIM - Conjunto de Interesse Municipal · SIM - Sítio de Interesse Municipal · VC - Em vias de classificação · SPL - Sem proteção legal

## ConcelhodeAveiro
| ID      | Designações | Categoria              | Tipologia    | Freguesia | Grau | Ano  | Coordenadas                  | Imagem       |
| ------- | --- | ---------------------- | ------------ | --------- | ---- | ---- | ---------------------------- | ------------ |
| 72154   | Casa da Família Dias Leite | Arquitectura civil     | Casa         | Eixo      | IIM  | 1996 |                              |              |
| 6874028 | Imóvel pertencente a Rui de Pinho Neto Brandão                                                                                      | Arquitectura civil     | Edifício     | Eixo      | IIM  | 1997 |                              |              |
| 74240   | Pelourinho de Esgueira | Arquitectura civil     | Pelourinho   | Esgueira  | IIP  | 1933 | 40.64848965° N 8.62814905° O | Mais imagens |
| 3728307 | Igreja Matriz de Esgueira | Arquitectura religiosa | Igreja       | Esgueira  | VC   | 2000 |                              |              |
| 71149   | Mosteiro de Jesus ou Museu de Santa Joana ou Museu de Aveiro, compreendendo o túmulo de Santa Joana                                 | Arquitectura religiosa | Mosteiro     | Glória    | MN   | 1910 | 40.63942841° N 8.65116888° O | Mais imagens |
| 71150   | Igreja das Carmelitas ou Igreja de São João Evangelista                                                                             | Arquitectura religiosa | Igreja       | Glória    | MN   | 1910 | 40.63825657° N 8.65342945° O | Mais imagens |
| 71151   | Cruzeiro de Nossa Senhora da Glória ou Cruzeiro de São Domingos                                                                     | Arquitectura religiosa | Cruzeiro     | Glória    | MN   | 1910 | 40.6396039° N 8.65018908° O  | Mais imagens |
| 73187   | Sé Catedral de Aveiro ou Igreja de São Domingos                                                                                     | Arquitectura religiosa | Sé, Catedral | Glória    | IIP  | 1996 | 40.639735° N 8.650253° O     | Mais imagens |
| 73441   | Igreja da Misericórdia de Aveiro, salas do Despacho e anexos                                                                        | Arquitectura religiosa | Igreja       | Glória    | IIP  | 1974 | 40.64067916° N 8.65337737° O | Mais imagens |
| 155610  | Teatro Aveirense | Arquitectura civil     | Teatro       | Glória    | IIP  | 2002 | 40.64014436° N 8.65415342° O | Mais imagens |
| 155611  | Casa do Dr. Peixinho ou Fundação João Jacinto Magalhães                                                                             | Arquitectura civil     | Casa         | Glória    | IIM  | 1996 | 40.640206° N 8.655522° O     |              |
| 155612  | Antigo Hospital de Aveiro | Arquitectura civil     | Hospital     | Glória    | IIM  | 1999 |                              |              |
| 327669  | Igreja do Convento de Santo António ou Capela da Ordem Terceira de São Francisco, claustro e anexos conventuais (Casa do Despacho). | Arquitectura religiosa | Convento     | Glória    | MN   | 2002 | 40.63567599° N 8.6525701° O  | Mais imagens |
| 73045   | Casa da Cooperativa Agrícola em Aveiro, edifício Arte Nova na Rua João Mendonça, 5-7.                                               | Arquitectura civil     | Edifício     | Vera Cruz | IIP  | 1996 | 40.641708° N 8.654425° O     | Mais imagens |
| 74016   | Capela do Senhor das Barrocas | Arquitectura religiosa | Capela       | Vera Cruz | IIP  | 1945 | 40.64724321° N 8.64141665° O | Mais imagens |
| 74017   | Igreja do Convento do Carmo e o seu recheio.                                                                                        | Arquitectura religiosa | Igreja       | Vera Cruz | IIP  | 1963 | 40.64443081° N 8.64813389° O | Mais imagens |
| 74836   | Casa do Major Pessoa, edifício Arte Nova na Rua Dr. Barbosa Magalhães, 9-11.                                                        | Arquitectura civil     | Edifício     | Vera Cruz | IIP  | 1997 | 40.64185° N 8.655703° O      | Mais imagens |
| 74837   | Casa do Seixal e Capela da Madre de Deus ou Primitiva casa e capela de Nicolau Ribeiro Picado                                       | Arquitectura civil     | Conjunto     | Vera Cruz | IIP  | 1997 | 40.64299451° N 8.64913951° O | Mais imagens |
| 74838   | Edifício da antiga Capitania do Porto de Aveiro ou Casa dos Arcos ou Escola de Desenho Industrial Fernando Caldeira                 | Arquitectura civil     | Edifício     | Vera Cruz | IIP  | 1997 | 40.64147462° N 8.65270973° O | Mais imagens |
| 155607  | Edifício de Pompeu Figueiredo, casa da rua do Carmo, 35                                                                             | Arquitectura civil     | Casa         | Vera Cruz | IIM  | 1998 | 40.644947° N 8.648068° O     |              |
| 155608  | Residência do Arquitecto Francisco Augusto Silva Rocha, casa da rua do Carmo, 12 e 14.                                              | Arquitectura civil     | Casa         | Vera Cruz | IIM  | 1998 | 40.64471° N 8.648441° O      | Mais imagens |
| 155609  | Capela de São Gonçalo ou Capela de São Gonçalinho                                                                                   | Arquitectura religiosa | Capela       | Vera Cruz | MIP  | 2011 | 40.64330932° N 8.65521842° O |              |
| 155613  | Casa na Rua Manuel Firmino, 47-49, com painéis das Quatro Estações.                                                                 | Arquitectura civil     | Casa         | Vera Cruz | IIM  | 1999 |                              | Mais imagens |
| 3728092 | Casa Paris, Ourivesaria Matias, Pastelaria Avenida                                                                                  | Arquitectura civil     | Mista        | Vera Cruz | IIP  | 2003 |                              | Mais imagens |
| 3728244 | Conjunto de Armazéns do Sal do Canal de São Roque ou Palheiros de sal do Canal de São Roque                                         | Arquitectura civil     | Mista        | Vera Cruz | IIP  | 2003 |                              | Mais imagens |
| 6873349 | Centro Comuitário de Vera Cruz, casa da Rua de Sá, n.º 3 e 5                                                                        | Arquitectura civil     | Casa         | Vera Cruz | IIM  | 2004 | 40.64606411° N 8.64535638° O | Mais imagens |
| 6873445 | Casa da Rua Tenente Resende, 30, actual pensão / restaurante Ferro                                                                  | Arquitectura civil     | Casa         | Vera Cruz | IIM  | 1998 |                              |              |

 Legenda: PM - Património Mundial · MN - Monumento Nacional · IIP - Imóvel de Interesse Público · MIP - Monumento de Interesse Público · CIP - Conjunto de Interesse Público · SIP - Sítio de Interesse Público · IIM - Imóvel de Interesse Municipal · MIM - Monumento de Interesse Municipal · CIM - Conjunto de Interesse Municipal · SIM - Sítio de Interesse Municipal · VC - Em vias de classificação · SPL - Sem proteção legal

## ConcelhodeCastelo de Paiva
| ID      | Designações | Categoria              | Tipologia         | Freguesia | Grau | Ano  | Coordenadas                  | Imagem |
| ------- | --- | ---------------------- | ----------------- | --------- | ---- | ---- | ---------------------------- | ------ |
| 72993   | Casa da Quinta da Fisga ou Solar da Fisga, pátios e jardins | Arquitectura civil     | Quinta            | Bairros   | IIP  | 1977 | 41.03975711° N 8.23778627° O |        |
| 6691587 | Casa da Cardia ou Casa da Quinta da Cardia // Casa e Quinta da Cardia | Arquitectura civil     | Quinta            | Fornos    | IIM  |      | 41.05349062° N 8.25427116° O |        |
| 74433   | Pelourinho de Raiva | Arquitectura civil     | Pelourinho        | Raiva     | IIP  | 1933 | 41.034387° N 8.341414° O     |        |
| 71602   | Conjunto da igreja paroquial da freguesia de Real, com as imagens de granito na vedação do adro e a escadaria ou Igreja de Santa Marinha ou Igreja Paroquial de Real - Decreto 129/77 de 29-09-1977                                       | Arquitectura religiosa | Igreja            | Real      | IIM  | 1977 | 41.01540816° N 8.27222331° O |        |
| 70193   | Monumento funerário do Sobral ou Marmoiral | Arquitectura religiosa | Pedras sepulcrais | Sobrado   | MN   | 1950 | 41.04602626° N 8.26990957° O |        |
| 70194   | Anta do Vale da Rua | Arqueologia            | Anta              | Sobrado   | MN   | 1910 | 41.04055251° N 8.26908943° O |        |
| 70897   | Penedo de Vegide com duas sepulturas escavadas - Decreto 95/78, DR I Série, n.º 210, de 12-09-1978 | Arqueologia            | Sepultura         | Sobrado   | IIM  | 1978 | 41.04962224° N 8.27467486° O |        |
| 70909   | Capela da Quinta de Vegide | Arquitectura religiosa | Capela            | Sobrado   | IIM  | 1977 | 41.04962224° N 8.27467486° O |        |
| 70910   | Edifício da Cadeia ou Edifício dos antigos Paços do Concelho | Arquitectura civil     | Edifício          | Sobrado   | IIM  | 1993 | 41.03864885° N 8.27217752° O |        |
| 73681   | Fonte dos Jardins da Quinta da Boavista | Arquitectura civil     | Fonte             | Sobrado   | IIP  | 1977 | 41.04422394° N 8.27109515° O |        |
| 4384427 | Casa da Boavista e Casa e Quinta da Boavista, integrando fonte existente nos jardins já classificada como I.I.P. pelo Decreto nº 129/77, de 29 de Setembro - Portaria n.º 740-FP/2012, DR, 2.ª série, n.º 252 (suplemento), de 31-12-2012 | Arquitectura civil     | Quinta            | Sobrado   | IIP  | 2012 | 41.04422394° N 8.27109515° O |        |

 Legenda: PM - Património Mundial · MN - Monumento Nacional · IIP - Imóvel de Interesse Público · MIP - Monumento de Interesse Público · CIP - Conjunto de Interesse Público · SIP - Sítio de Interesse Público · IIM - Imóvel de Interesse Municipal · MIM - Monumento de Interesse Municipal · CIM - Conjunto de Interesse Municipal · SIM - Sítio de Interesse Municipal · VC - Em vias de classificação · SPL - Sem proteção legal

## ConcelhodeEspinho
| ID    | Designações    | Categoria   | Tipologia           | Freguesia | Grau | Ano  | Coordenadas                  | Imagem       |
| ----- | -------------- | ----------- | ------------------- | --------- | ---- | ---- | ---------------------------- | ------------ |
| 71009 | Castro de Ovil | Arqueologia | Povoado fortificado | Paramos   | IIM  | 1990 | 40.98022158° N 8.62504247° O | Mais imagens |

 Legenda: PM - Património Mundial · MN - Monumento Nacional · IIP - Imóvel de Interesse Público · MIP - Monumento de Interesse Público · CIP - Conjunto de Interesse Público · SIP - Sítio de Interesse Público · IIM - Imóvel de Interesse Municipal · MIM - Monumento de Interesse Municipal · CIM - Conjunto de Interesse Municipal · SIM - Sítio de Interesse Municipal · VC - Em vias de classificação · SPL - Sem proteção legal

## ConcelhodeEstarreja
| ID     | Designações                                                                    | Categoria          | Tipologia   | Freguesia | Grau | Ano  | Coordenadas                  | Imagem |
| ------ | ------------------------------------------------------------------------------ | ------------------ | ----------- | --------- | ---- | ---- | ---------------------------- | ------ |
| 74893  | Casa do Outeiro (Estarreja) e Capela ou Casa de São José do Outeiro de Paredes | Arquitectura civil | Conjunto    | Avanca    | IIP  | 1982 | 40.80660164° N 8.58346197° O |        |
| 74894  | Casa-Museu Egas Moniz ou Casa do Marinheiro e cerca da propriedade             | Arquitectura civil | Casa        | Avanca    | IIP  | 1997 | 40.80631667° N 8.5892° O     |        |
| 70990  | Cine-Teatro de Estarreja                                                       | Arquitectura civil | Cine-Teatro | Beduído   | IIM  | 1997 | 40.76166436° N 8.56065618° O |        |
| 155647 | Casa de Francisco Maria de Oliveira Simões                                     | Arquitectura civil | Casa        | Salreu    | IIP  | 2002 | 40.73667348° N 8.5612652° O  |        |

 Legenda: PM - Património Mundial · MN - Monumento Nacional · IIP - Imóvel de Interesse Público · MIP - Monumento de Interesse Público · CIP - Conjunto de Interesse Público · SIP - Sítio de Interesse Público · IIM - Imóvel de Interesse Municipal · MIM - Monumento de Interesse Municipal · CIM - Conjunto de Interesse Municipal · SIM - Sítio de Interesse Municipal · VC - Em vias de classificação · SPL - Sem proteção legal

## ConcelhodeÍlhavo
| ID      | Designações                                                                                                  | Categoria              | Tipologia | Freguesia             | Grau | Ano  | Coordenadas                  | Imagem       |
| ------- | --- | ---------------------- | --------- | --------------------- | ---- | ---- | ---------------------------- | ------------ |
| 72153   | Palheiro de José Estêvão                                                                                     | Arquitectura civil     | Palheiro  | Gafanha da Encarnação | VC   | 1984 |                              |              |
| 73440   | Forte da Barra de Aveiro ou Castelo da Gafanha                                                               | Arquitectura militar   | Forte     | Gafanha da Nazaré     | IIP  | 1974 | 40.64525556° N 8.73284722° O | Mais imagens |
| 70176   | Capela da Vista Alegre ou Capela de Nossa Senhora da Penha de França e o túmulo de D. Manuel de Moura Manuel | Arquitectura religiosa | Capela    | Ílhavo (São Salvador) | MN   | 1910 | 40.58643967° N 8.68474175° O | Mais imagens |
| 72209   | Solar do Visconde de Almeidinha ou Solar do Visconde de Alqueidão ou Solar de Nossa Senhora das Neves        | Arquitectura civil     | Solar     | Ílhavo (São Salvador) | VC   | 1981 |                              |              |
| 3921293 | Vila Africana                                                                                                | Arquitectura civil     | Edifício  | Ílhavo (São Salvador) | VC   | 2002 |                              |              |

 Legenda: PM - Património Mundial · MN - Monumento Nacional · IIP - Imóvel de Interesse Público · MIP - Monumento de Interesse Público · CIP - Conjunto de Interesse Público · SIP - Sítio de Interesse Público · IIM - Imóvel de Interesse Municipal · MIM - Monumento de Interesse Municipal · CIM - Conjunto de Interesse Municipal · SIM - Sítio de Interesse Municipal · VC - Em vias de classificação · SPL - Sem proteção legal

## ConcelhodaMealhada
| ID    | Designações | Categoria          | Tipologia             | Freguesia   | Grau | Ano  | Coordenadas                  | Imagem                             |
| ----- | --- | ------------------ | --------------------- | ----------- | ---- | ---- | ---------------------------- | ---------------------------------- |
| 72397 | Estação da Mala-Posta de Carqueijo | Arquitectura civil | Estação de mala-posta | Casal Comba | IIP  | 1993 | 40.336416° N 8.451094° O     | [[Imagem:‎\|100px\|center\|border]] |
| 74851 | Palácio Hotel de Bussaco, Palacete Hotel do Buçaco ou Palace Hotel do Buçaco e mata envolvente, incluindo as capelas e ermidas, Cruz Alta em conjunto com o Convento de Santa Cruz do Buçaco | Arquitectura mista | Conjunto              | Luso        | IIP  | 1996 | 40.37680191° N 8.36509234° O | Mais imagens                       |
| 73053 | Casa dos Melos ou Casa Rural (Casa Seiscentista) e Celeiros do Mosteiro do Lorvão | Arquitectura civil | Casa                  | Pampilhosa  | IIP  | 1983 |                              |                                    |

 Legenda: PM - Património Mundial · MN - Monumento Nacional · IIP - Imóvel de Interesse Público · MIP - Monumento de Interesse Público · CIP - Conjunto de Interesse Público · SIP - Sítio de Interesse Público · IIM - Imóvel de Interesse Municipal · MIM - Monumento de Interesse Municipal · CIM - Conjunto de Interesse Municipal · SIM - Sítio de Interesse Municipal · VC - Em vias de classificação · SPL - Sem proteção legal

## ConcelhodaMurtosa
| ID       | Designações                             | Categoria              | Tipologia | Freguesia | Grau | Ano  | Coordenadas                  | Imagem |
| -------- | --------------------------------------- | ---------------------- | --------- | --------- | ---- | ---- | ---------------------------- | ------ |
| 71069    | Capela de São Simão                     | Arquitectura religiosa | Capela    | Bunheiro  | IIM  | 1993 | 40.77481236° N 8.64839548° O |        |
| 7576638  | Quinta da Caneira                       | Arquitectura civil     | Quinta    | Murtosa   | IIM  | 2002 | 40.7359311° N 8.637819° O    |        |
| 97017340 | Pousada da Ria / Pousada de São Jacinto | Monumento              |           | Torreira  | n/c  |      | 40.7193° N 8.699033° O       |        |

 Legenda: PM - Património Mundial · MN - Monumento Nacional · IIP - Imóvel de Interesse Público · MIP - Monumento de Interesse Público · CIP - Conjunto de Interesse Público · SIP - Sítio de Interesse Público · IIM - Imóvel de Interesse Municipal · MIM - Monumento de Interesse Municipal · CIM - Conjunto de Interesse Municipal · SIM - Sítio de Interesse Municipal · VC - Em vias de classificação · SPL - Sem proteção legal

## ConcelhodeOliveira de Azeméis
| ID      | Designações                                                                  | Categoria              | Tipologia            | Freguesia            | Grau | Ano  | Coordenadas                  | Imagem       |
| ------- | ---------------------------------------------------------------------------- | ---------------------- | -------------------- | -------------------- | ---- | ---- | ---------------------------- | ------------ |
| 3924581 | Quinta da Costeira                                                           | Arquitectura civil     | Quinta               | Carregosa            | VC   | 2001 |                              |              |
| 5131862 | Edifício Vasques                                                             | Arquitectura civil     | Edifício             | Carregosa            | IIM  |      |                              |              |
| 3926024 | Quinta de Macieira de Sarnes                                                 | Arquitectura civil     | Quinta               | Macieira de Sarnes   | VC   | 2002 |                              |              |
| 5813125 | Casa Resende                                                                 | Arquitectura civil     | Casa                 | Macieira de Sarnes   | IIM  |      |                              |              |
| 72371   | Casa dos Corte Real ou Casa dos Reis e Vasconcelos                           | Arquitectura civil     | Casa                 | Oliveira de Azeméis  | IIP  | 1993 | 40.83971469° N 8.47864716° O |              |
| 72372   | Igreja Matriz de Oliveira de Azeméis ou Igreja de São Miguel e sua escadaria | Arquitectura religiosa | Igreja               | Oliveira de Azeméis  | IIP  | 1993 | 40.83971469° N 8.47864716° O |              |
| 74666   | Castro de Ossela                                                             | Arqueologia            | Castro               | Ossela               | IIP  | 1997 | 40.82856873° N 8.41527242° O |              |
| 69819   | Cruzeiro de Pinheiro da Bemposta                                             | Arquitectura religiosa | Cruzeiro             | Pinheiro da Bemposta | MN   | 1910 | 40.7861351° N 8.48488435° O  |              |
| 74890   | Capela de Nossa Senhora da Ribeira, incluindo os retábulos e esculturas      | Arquitectura religiosa | Capela               | Pinheiro da Bemposta | IIP  | 1986 | 40.76633689° N 8.51212682° O | Mais imagens |
| 74891   | Pelourinho de Pinheiro da Bemposta                                           | Arquitectura civil     | Pelourinho           | Pinheiro da Bemposta | IIP  | 1933 | 40.796569° N 8.47807° O      |              |
| 74892   | Estação da Mala-Posta do Curval                                              | Arquitectura civil     | Estação de Malaposta | Pinheiro da Bemposta | IIP  | 1993 | 40.7861351° N 8.48488435° O  |              |
| 69762   | Ponte da Pica                                                                | Arquitectura civil     | Ponte                | Vila de Cucujães     | IIP  | 1957 | 40.86998071° N 8.48424975° O |              |

 Legenda: PM - Património Mundial · MN - Monumento Nacional · IIP - Imóvel de Interesse Público · MIP - Monumento de Interesse Público · CIP - Conjunto de Interesse Público · SIP - Sítio de Interesse Público · IIM - Imóvel de Interesse Municipal · MIM - Monumento de Interesse Municipal · CIM - Conjunto de Interesse Municipal · SIM - Sítio de Interesse Municipal · VC - Em vias de classificação · SPL - Sem proteção legal

## ConcelhodeOliveira do Bairro
| ID      | Designações                                       | Categoria              | Tipologia | Freguesia          | Grau | Ano  | Coordenadas | Imagem |
| ------- | ------------------------------------------------- | ---------------------- | --------- | ------------------ | ---- | ---- | ----------- | ------ |
| 5085590 | Igreja de São Simão (Oiã) ou Igreja Matriz de Oiã | Arquitectura religiosa | Igreja    | Oiã                | VC   | 2001 |             |        |
| 7673879 | Antiga Casa da Câmara e Cadeia                    | Arquitectura civil     | Casa      | Oliveira do Bairro | IIM  | 2003 |             |        |
| 70902   | Ponte 1, 2 e 3 da Palhaça ou Pontes de Palhaça    | Arquitectura civil     | Ponte     | Palhaça            | IIM  | 1997 |             |        |

 Legenda: PM - Património Mundial · MN - Monumento Nacional · IIP - Imóvel de Interesse Público · MIP - Monumento de Interesse Público · CIP - Conjunto de Interesse Público · SIP - Sítio de Interesse Público · IIM - Imóvel de Interesse Municipal · MIM - Monumento de Interesse Municipal · CIM - Conjunto de Interesse Municipal · SIM - Sítio de Interesse Municipal · VC - Em vias de classificação · SPL - Sem proteção legal

## ConcelhodeOvar
| ID     | Designações                                                                                            | Categoria              | Tipologia | Freguesia | Grau | Ano  | Coordenadas                  | Imagem       |
| ------ | --- | ---------------------- | --------- | --------- | ---- | ---- | ---------------------------- | ------------ |
| 74014  | Casa de Júlio Dinis                                                                                    | Arquitectura civil     | Casa      | Ovar      | IIP  | 1984 | 40.859745° N 8.628141° O     |              |
| 74015  | Passos de Ovar                                                                                         | Arquitectura religiosa | Capela    | Ovar      | IIP  | 1949 | 40.85926676° N 8.62190276° O | Mais imagens |
| 155815 | Casa da Família Nunes da Silva e capela                                                                | Arquitectura mista     | Conjunto  | Ovar      | IIM  | 1997 | 40.85926676° N 8.62190276° O |              |
| 71610  | Conjunto formado pela Capela da Senhora do Bom Sucesso e imóvel adjacente do princípio do século XVIII | n/a                    | n/a       | Válega    | IIM  |      | 40.83362° N 8.5801° O        |              |

 Legenda: PM - Património Mundial · MN - Monumento Nacional · IIP - Imóvel de Interesse Público · MIP - Monumento de Interesse Público · CIP - Conjunto de Interesse Público · SIP - Sítio de Interesse Público · IIM - Imóvel de Interesse Municipal · MIM - Monumento de Interesse Municipal · CIM - Conjunto de Interesse Municipal · SIM - Sítio de Interesse Municipal · VC - Em vias de classificação · SPL - Sem proteção legal

## ConcelhodeSanta Maria da Feira
| ID      | Designações                                                                                                | Categoria              | Tipologia | Freguesia            | Grau | Ano  | Coordenadas                  | Imagem       |
| ------- | --- | ---------------------- | --------- | -------------------- | ---- | ---- | ---------------------------- | ------------ |
| 6563987 | Capela de Santo Estevão da Arrifana                                                                        | Arquitectura religiosa | Capela    | Arrifana             | IIM  |      | 40.91237811° N 8.50048707° O | Mais imagens |
| 70478   | Castelo da Feira ou Castelo de Santa Maria da Feira ou Castelo de Santa Maria                              | Arquitectura militar   | Castelo   | Feira                | MN   | 1910 | 40.92089° N 8.542669° O      | Mais imagens |
| 156154  | Conjunto - Igreja da Misericórdia de Santa Maria da Feira e dependências anexas, escadarias e chafariz     | Arquitectura mista     | Conjunto  | Feira                | VC   | 1995 |                              |              |
| 5035987 | Conjunto do Convento dos Lóios incluindo a Igreja e a escadaria monumental                                 | Arquitectura religiosa | Convento  | Feira                | VC   |      |                              |              |
| 6325648 | Mercado Municipal de Santa Maria da Feira                                                                  | Arquitectura civil     | Mercado   | Feira                | VC   | 2004 |                              |              |
| 7124935 | Quinta do Seixal                                                                                           | Arquitectura civil     | Quinta    | Milheirós de Poiares | VC   |      |                              |              |
| 74965   | Troço da via antiga de Mosteiró                                                                            | Arquitectura civil     | Via       | Mosteiró             | IIP  | 1992 | 40.90012106° N 8.52815358° O |              |
| 74963   | Casa da Quinta do Engenho Novo ou Parque Municipal                                                         | Arquitectura civil     | Quinta    | Paços de Brandão     | IIP  | 1971 | 40.97490364° N 8.60480524° O | Mais imagens |
| 74964   | Casa da Portela                                                                                            | Arquitectura civil     | Casa      | Paços de Brandão     | IIP  | 1982 | 40.94549219° N 8.52384062° O |              |
| 73813   | Mamoa da Quinta da Laje                                                                                    | Arqueologia            | Mamoa     | Pigeiros             | IIP  | 1997 | 40.94661911° N 8.50995247° O |              |
| 74793   | Castro de Romariz                                                                                          | Arqueologia            | Castro    | Romariz              | IIP  | 1945 | 40.93760334° N 8.45432934° O | Mais imagens |
| 73636   | Edifícios da Mala-Posta de Sanfins ou Edifícios da Mala-Posta de São Jorge ou Antiga muda de Souto Redondo | Arquitectura civil     | Edifício  | Sanfins              | IIP  | 1974 | 40.94820156° N 8.52148141° O |              |
| 73207   | Casa da Torre ou Quinta da Torre                                                                           | Arquitectura civil     | Casa      | São João de Vêr      | IIP  | 1977 | 40.95710613° N 8.55004043° O | Mais imagens |
| 73208   | Troço da estrada real Lisboa - Porto em Airas                                                              | Arquitectura civil     | Estrada   | São João de Vêr      | IIP  | 1992 | 40.9913901° N 8.53124266° O  |              |

 Legenda: PM - Património Mundial · MN - Monumento Nacional · IIP - Imóvel de Interesse Público · MIP - Monumento de Interesse Público · CIP - Conjunto de Interesse Público · SIP - Sítio de Interesse Público · IIM - Imóvel de Interesse Municipal · MIM - Monumento de Interesse Municipal · CIM - Conjunto de Interesse Municipal · SIM - Sítio de Interesse Municipal · VC - Em vias de classificação · SPL - Sem proteção legal

## ConcelhodeSão João da Madeira
| ID      | Designações | Categoria             | Tipologia                                   | Freguesia           | Grau | Ano | Coordenadas              | Imagem |
| ------- | --- | --------------------- | ------------------------------------------- | ------------------- | ---- | --- | ------------------------ | ------ |
| 72280   | Casa da Quinta do Morgado                                                                                               | Arquitectura civil    | Conjunto                                    | São João da Madeira | IIP  |     | 40.891202° N 8.491408° O |        |
| 6647297 | OLIVA ( Designação inicial - Oliveira, Filhos & Cª; Última designação empresarial - OLIVACAST, Fundição Ferrosa, S. A.) | Património industrial | Arquitectura Industrial Moderna (1925-1965) | São João da Madeira |      |     | 40.904147° N 8.495717° O |        |

 Legenda: PM - Património Mundial · MN - Monumento Nacional · IIP - Imóvel de Interesse Público · MIP - Monumento de Interesse Público · CIP - Conjunto de Interesse Público · SIP - Sítio de Interesse Público · IIM - Imóvel de Interesse Municipal · MIM - Monumento de Interesse Municipal · CIM - Conjunto de Interesse Municipal · SIM - Sítio de Interesse Municipal · VC - Em vias de classificação · SPL - Sem proteção legal

## ConcelhodeSever do Vouga
| ID     | Designações                                            | Categoria          | Tipologia            | Freguesia        | Grau | Ano  | Coordenadas                  | Imagem       |
| ------ | ------------------------------------------------------ | ------------------ | -------------------- | ---------------- | ---- | ---- | ---------------------------- | ------------ |
| 73881  | Pelourinho de Couto de Esteves                         | Arquitectura civil | Pelourinho           | Couto de Esteves | IIP  | 1933 | 40.757486° N 8.307133° O     | Mais imagens |
| 74385  | Dólmen da Arca da Cerqueira ou Dólmen da Casa da Moura | Arqueologia        | Dolmen               | Couto de Esteves | IIP  | 1990 | 40.78210386° N 8.300163° O   | Mais imagens |
| 155891 | Monumento megalítico do Souto do Coval                 | Arqueologia        | Monumento megalítico | Couto de Esteves | VC   | 1998 |                              |              |
| 71039  | Casa da Aldeia                                         | Arquitectura civil | Casa                 | Sever do Vouga   | IIM  | 1997 | 40.73108272° N 8.37114248° O | Mais imagens |
| 73765  | Pelourinho de Sever do Vouga                           | Arquitectura civil | Pelourinho           | Sever do Vouga   | IIP  | 1933 | 40.73325° N 8.37098° O       | Mais imagens |
| 72869  | Pedra da Moura                                         | Arqueologia        | Anta                 | Silva Escura     | IIP  | 1990 | 40.78033261° N 8.31034633° O |              |
| 73183  | Monumento megalítico de Chão Redondo 1 e 2             | Arqueologia        | Anta                 | Talhadas         | IIP  | 2002 | 40.6643482° N 8.31050989° O  |              |
| 73810  | Troço de via romana no lugar de Ereira                 | Arqueologia        | Via                  | Talhadas         | IIP  | 1990 | 40.67481274° N 8.29800058° O |              |

 Legenda: PM - Património Mundial · MN - Monumento Nacional · IIP - Imóvel de Interesse Público · MIP - Monumento de Interesse Público · CIP - Conjunto de Interesse Público · SIP - Sítio de Interesse Público · IIM - Imóvel de Interesse Municipal · MIM - Monumento de Interesse Municipal · CIM - Conjunto de Interesse Municipal · SIM - Sítio de Interesse Municipal · VC - Em vias de classificação · SPL - Sem proteção legal

## ConcelhodeVagos
- Santuário de Nossa Senhora de Vagos
- Vestígios de Convento da Pedricosa
- Palácio Visconde de Valdemouro
- Igreja Matriz de Vagos
- Museu do Brincar
- Casa-Museu Gandaresa

## ConcelhodeVale de Cambra
| ID      | Designações                                                | Categoria              | Tipologia  | Freguesia              | Grau | Ano  | Coordenadas                 | Imagem       |
| ------- | ---------------------------------------------------------- | ---------------------- | ---------- | ---------------------- | ---- | ---- | --------------------------- | ------------ |
| 3928831 | Ponte de Cavalos                                           | Arquitectura civil     | Ponte      | Cepelos                | VC   | 2001 |                             |              |
| 6291577 | Outeiro dos Riscos                                         | Arqueologia            | Gravura    | Cepelos                | VC   |      |                             |              |
| 73764   | Pelourinho de Macieira ou Pelourinho de Macieira de Cambra | Arquitectura civil     | Pelourinho | Macieira de Cambra     | IIP  | 1933 | 40.855616° N 8.377608° O    | Mais imagens |
| 3929414 | Ponte Velha (Macieira de Cambra)                           | Arquitectura civil     | Ponte      | Macieira de Cambra     | VC   | 2001 |                             |              |
| 70336   | Igreja de Roge                                             | Arquitectura religiosa | Igreja     | Roge                   | VC   |      |                             |              |
| 72369   | Cruzeiro de Roge                                           | Arquitectura religiosa | Cruzeiro   | Roge                   | IIP  | 1949 | 40.85588406° N 8.3608341° O | Mais imagens |
| 3928543 | Conjunto - Ponte da Fontinha e moínho junto                | Arquitectura mista     | Conjunto   | Roge                   | VC   | 2001 |                             |              |
| 3929297 | Ponte do Castelo                                           | Arquitectura civil     | Ponte      | Roge                   | VC   | 2001 |                             |              |
| 3929148 | Ponte de Coronados                                         | Arquitectura civil     | Ponte      | São Pedro de Castelões | VC   | 2001 |                             |              |

 Legenda: PM - Património Mundial · MN - Monumento Nacional · IIP - Imóvel de Interesse Público · MIP - Monumento de Interesse Público · CIP - Conjunto de Interesse Público · SIP - Sítio de Interesse Público · IIM - Imóvel de Interesse Municipal · MIM - Monumento de Interesse Municipal · CIM - Conjunto de Interesse Municipal · SIM - Sítio de Interesse Municipal · VC - Em vias de classificação · SPL - Sem proteção legal